# سيلفيان دوفور
سيلفيان دوفور (بالفرنسية: Sylvain Dufour)‏ هو متزلج على الثلوج فرنسي، ولد في 19 نوفمبر 1982 في سينت ديه دي فوج في فرنسا.

## وصلات خارجية
- سيلفيان دوفور على موقع الاتحاد الدولي للتزلج (ركوب لوح الثلج) (الإنجليزية)
- سيلفيان دوفور على موقع اللجنة الأولمبية الدولية (الإنجليزية)
- سيلفيان دوفور على موقع أوليمبيديا (الإنجليزية)
- سيلفيان دوفور على موقع اللجنة الأولمبية الفرنسية (مؤرشف) (الفرنسية)